# Theridion accoense
Theridion accoense är en spindelart som beskrevs av Levy 1985. Theridion accoense ingår i släktet Theridion och familjen klotspindlar.
Artens utbredningsområde är Israel. Inga underarter finns listade i Catalogue of Life.